# Umberto Giordano
Umberto Giordano (Foggia, 28. kolovoza 1867. – Milano, 12. studenog 1948.), talijanski skladatelj 
Posvetio se gotovo isključivo skladanju opera, pretežno verističkog karaktera, među kojima su najpoznatije: 
- "Fedora",
- "Kralj",
- "Madame Sans-Gene",
- "Andre Chenier".

Njegove opere scenski su vrlo efektne.